# Kecamatan Langsa Lama
Kecamatan Langsa Lama (indonesiska: Langsa Lama) är ett distrikt i Indonesien.   Det ligger i provinsen Aceh, i den västra delen av landet, 1 500 km nordväst om huvudstaden Jakarta.